# Margarida Minguillón i Aran
Margarida Minguillón i Aran (Barcelona, el 24 de febrer de 1947) és una actriu de teatre, cinema i televisió. També ha doblat nombroses actrius en pel·lícules. És molt coneguda arran de les seves intervencions en fulletons televisius com Poblenou, que va protagonitzar l'any 1994, la seqüela d'aquesta, Rosa, o El cor de la ciutat, l'any 2000.

## Trajectòria professional
Teatre
- 1970, desembre. ¿Quiere ser polígamo? de Xavier Lafleur. Estrenada al Cafè-teatre Gaslight de Barcelona.
- 1971, juliol. Napoleón soy yo de J.A. de la Iglesia. Estrenada al Martin's cafè-teatre de Barcelona.
- 1971, novembre. Cuando el diablo lleva faldas de Rafael Richart. Estrenada al teatre Talia de Barcelona.
- 1973, abril. Berenàveu a les fosques de Josep Maria Benet i Jornet
- 1973, juliol. Superboeing de Marc Camoletti. Direcció Albert Closas. Estrenada al teatre Barcelona, de Barcelona.
- 1977. La cambrera és perillosa de Serge Véber. Estrenada al teatre Romea de Barcelona.
- 1979, maig. Les arrels d'Arnold Wesker. Estrenada al teatre Romea, de Barcelona.
- 1982. Baal de Bertolt Brecht. Director: Joan Ollé. Estrenada al teatre Lliure de Barcelona.

Televisió
- 1984. Misteri (capítol: Història negra). TV2.
- 1985. Ocúpate de Amelia de Georges Feydeau. Direcció: Angel Alonso. Televisió Espanyola.
- 1986. Planeta Imaginari. Televisió Espanyola.
- 1994. Poblenou, en el paper de Rosa Miró
- 1995-1996 La Rosa, en el paper de Rosa Miró (una continuació de Poblenou)
- 2000-2007 El cor de la ciutat (sèrie), en el paper de Cinta Noguera

Cinema
- 2002. Volverás d'Antonio Chavarrías